# Rebeca Linares
Rebeca Linares (San Sebastián, 13 giugno 1983) è un'ex attrice pornografica spagnola.

## Biografia e carriera
Nata nella comunità autonoma basca di San Sebastian con il nome di Verónica Linares Bazán, ha vissuto per molti anni a Barcellona, dove si trasferì da piccola con la famiglia nel 1988.
Spinta dalla sua migliore amica che conosceva molto bene l'attore pornografico Nacho Vidal, decide di entrare nell'industria nel 2005. Ha dichiarato di aver scelto il proprio pseudonimo perché «è un nome breve, ma molto intenso» mentre Linares è il suo vero cognome. Poco soddisfatta del guadagno e del modo di lavorare spagnolo, gira alcuni film in Germania e in Francia, prima di trasferirsi in modo definitivo a Los Angeles, negli USA.
Nel 2006, Rebeca ha registrato una scena con il famoso e controverso attore e regista americano Max Hardcore per il video della Universal Max 7. È stata Penthouse Pet per il mese di marzo 2009. Nello stesso anno il canale televisivo spagnolo Canal+ ha realizzato un documentario sulla sua vita e carriera pornografica in America, intitolato Vente a Las Vegas, Nena. 
Nel giugno 2010 ha eseguito un intervento di mastoplastica al seno ed ha anche ottenuto l'unico AVN in carriera per la miglior scena a tre. L'anno successivo si è ritirata dall'industria pornografica. 
All'inizio del 2024 ha annunciato il suo ritorno nel settore del cinema per adulti.

## Riconoscimenti
- AVN Awards
  - 2007 – Candidatura per il premio Best POV sex scene per il film About Face 4[11]
  - 2010 – Best Three-Way Sex Scene per Tori Black Is Pretty Filthy con Tori Black e Mark Ashley[12]

- F.A.M.E. Awards
  - 2007 – Candidatura per il premio Favorite Ass e Favorite Female Rookie[13]
  - 2008 – Candidatura per il premio Favorite Female Starlet e Favorite Oral Starlet[14]

- FICEB
  - 2005 – Candidatura per il premio Mejor starlette española per il film A través de la ventana[15]
  - 2006 – Candidatura per il premio Mejor actriz española e Escena de sexo más original per il film Back 2 Evil 2[16]
  - 2007 – Actriz de reparto come per il film Iodine Girl
  - 2007 – Candidatura per il premio Mejor escena de sexo per il film Iodine Girl[17]
  - 2008 – Candidatura per il premio Actriz de reparto per il film The initiation of Nikki Jayne[18]